# Хонсу
Хонсу́ або Хонс, або Хенсу, або Чонсу, або Хоншу (єгипет. Ḫnsw) — бог місяця в давньоєгипетській релігії, за Нового царства вшановувався як покровитель долі, правосуддя, цілительства та початку життя.

## Образ і функції
Хонсу входив у фіванську тріаду божеств. Зображався у вигляді мумії з повним місяцем на голові або хлопчика з «пасмом юності» — символом неповноліття, а також у формі бабуїна. Його атрибутами були менат, а також ґирлиґа і ціп. Іноді Хонсу зображали з головою орла чи сокола, як і Гора, з яким він асоціювався як захисник і цілитель.
Цей бог вважався приближеним Тота, на півдні Єгипту описувався сином Амона і Мут, а на півночі — Птаха й Сехмет.
У ранніх описах Хонсу виступає жахливим божеством, яке душить молодих богів і поїдає серця мертвих. Пізніше став асоціюватися з долею, правосуддям і покаранням, а разом з тим із дивами, чудесним порятунком, цілительством. У формі бабуїна він був охоронцем Книги Року, куди боги записували імена тих людей, які повинні померти впродовж наступного року.
Хонсу приписувалося запліднення яйця, з якого виник світ. Тому він виступав і богом, який має владу над будь-яким початком життя.

## У легендах
Хонсу фігурує в легенді про фараона Рамсеса II. Згідно з нею, фараон одружився з принцесою з землі Бахтан. Її сестра важко захворіла і посланий Рамсесом писар встановив, що причина в могутньому злому духові. Тоді принцеса попросила фараона прислати на допомогу достатньо сильного бога. Рамсес, порадившись із оракулом з Карнака, послав статую Хонсу, що називалася «Хонсу, котрий визначає долі, великий бог, який виганяє демонів». За 17 місяців статую доставили в Бахтан і хворій «вмить полегшало». За переказом, солдати з жахом побачили як Хонсу вигнав духів. Статую після цього залишили в Бахтані.
Інший варіант легенди описує подібну історію в часи Рамсеса III. Порадившись із Хонсу у Фівах, фараон надіслав його статую в Бахтан, щоб зцілити сестру дружини. Правитель Бахтану тримав статую в себе 3 роки, поки йому не наснився Хонсу, що відлітав у подобі золотого сокола. Правитель злякався, що це поганий знак, і повернув статую в Єгипет, додавши скарбів.

## Культ Хонсу
Уперше Хонсу згадується в «Текстах пірамід» і «Текстах саркофагів», де він постає в жорстокому образі. Пік популярності Хонсу припадає на Нове царство, коли його описують як «Найбільшого бога великих богів». Більша частина споруд храмового комплексу в Карнаку в період Рамессидів була присвячена Хонсу. Його храм у Карнаку зберігся у порівняно хорошому стані, а на одній зі стін зображено міф, у якому Хонсу описується як великий змій, що запліднює космічне яйце під час створення світу.

## У масовій культурі
- У коміксах американського видавництва Marvel Comics існує персонаж Місячний лицар[9], що є «аватаром» місячного бога Хонсу у всесвіті коміксів[10].
- Персонаж з іменем Хонсу з'явився в телесеріалі «Місячний лицар», заснованому на коміксах[11].
- У серії фільмів «Ніч у музеї» Скрижаль Акменра дає можливість неживим предметам оживати вночі завдяки силі Хонсу.

## Галерея

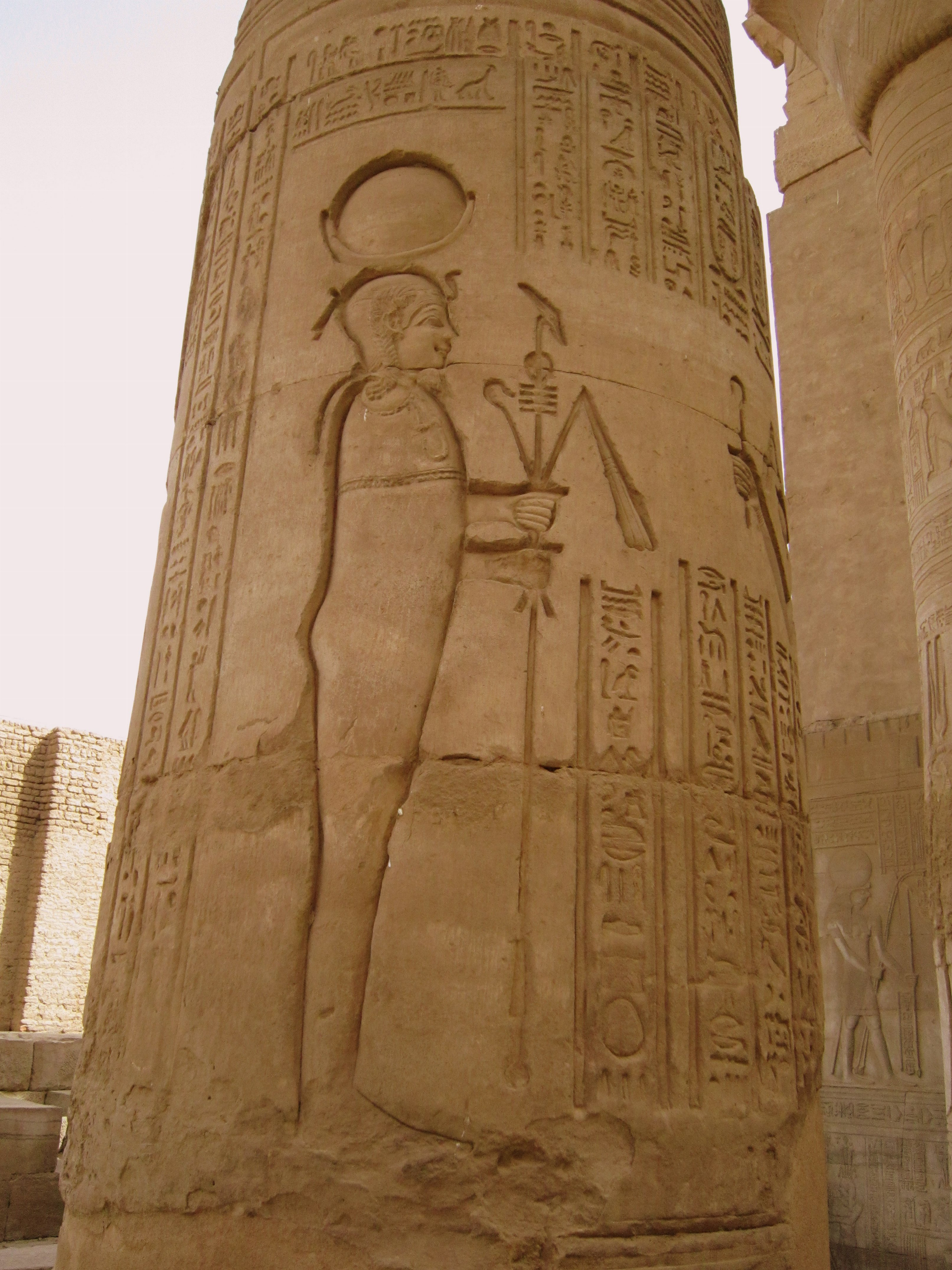
Барельєф Хонсу в Карнакському храмі
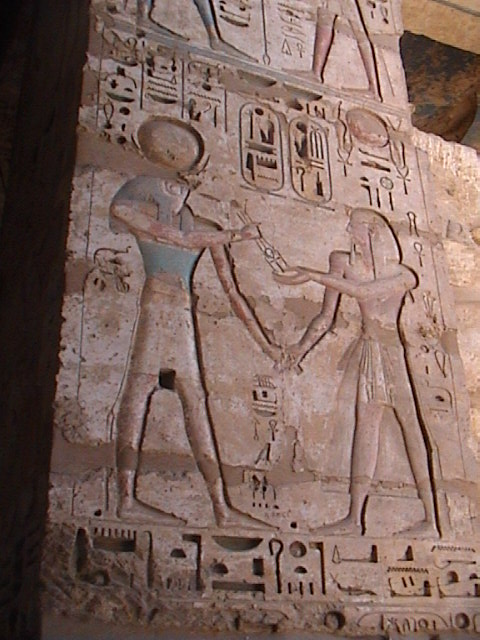
Хонсу дає Рамсесу III знак життя анх. Похоронний храм Рамсеса III в Медінет-Хабу
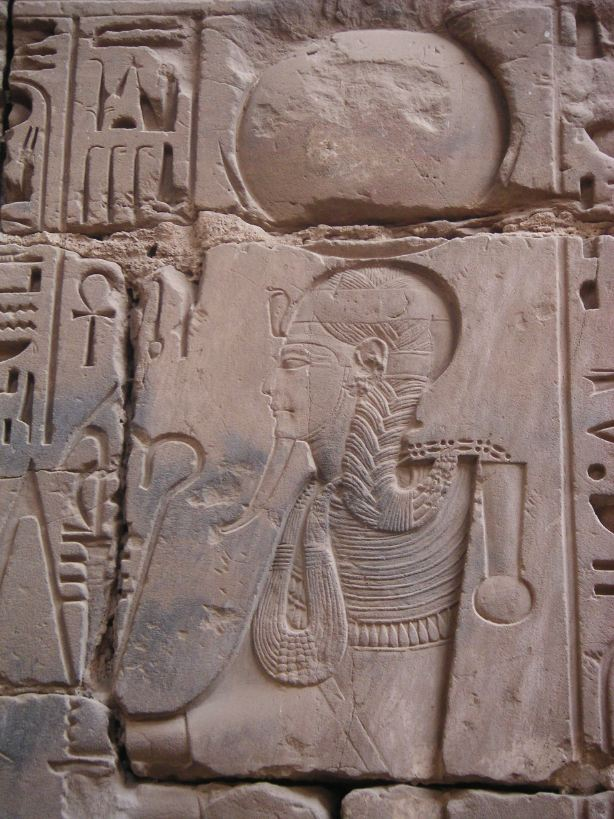
Барельєф у Карнакському храмі
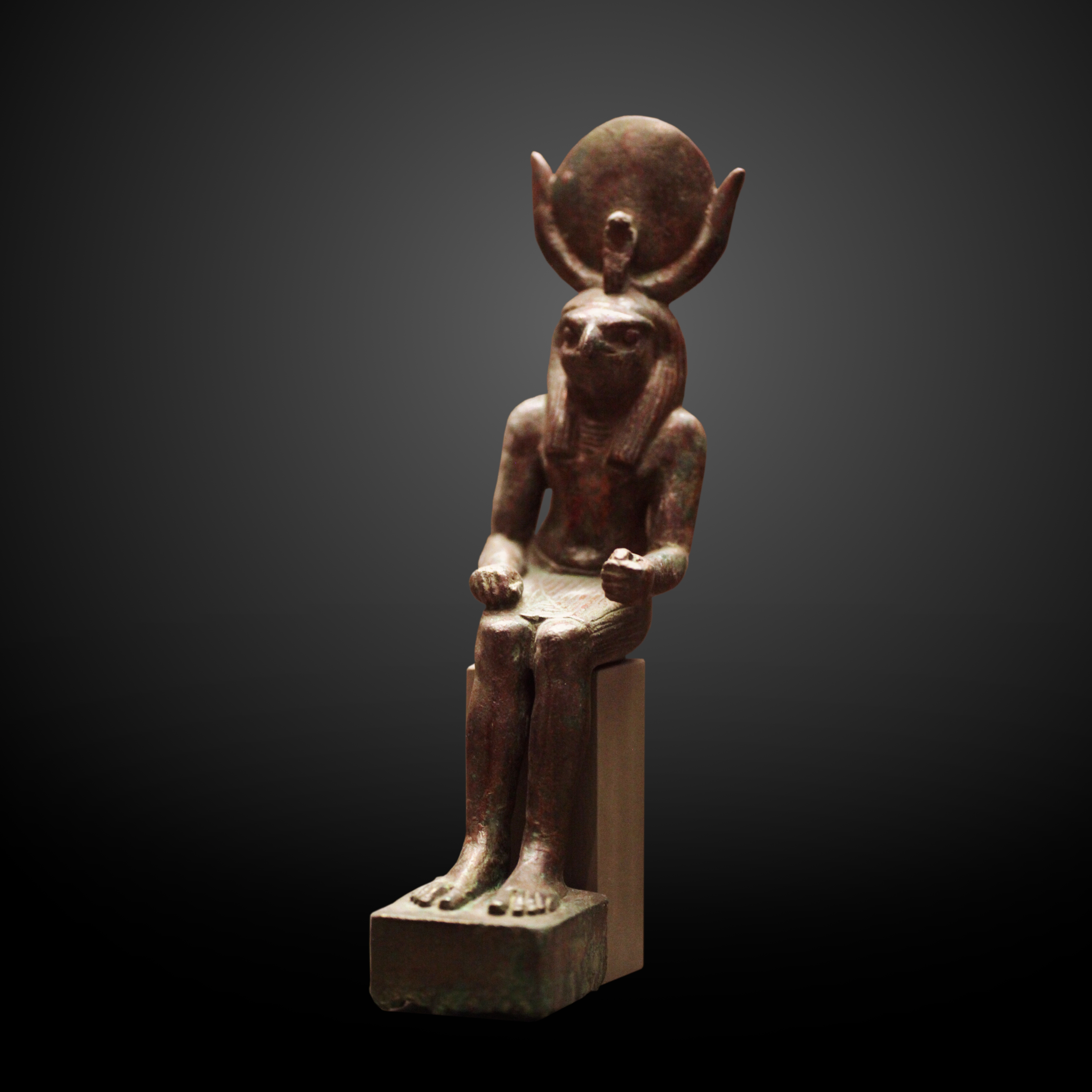
Статуетка Хонсу. VI ст. до н. е.
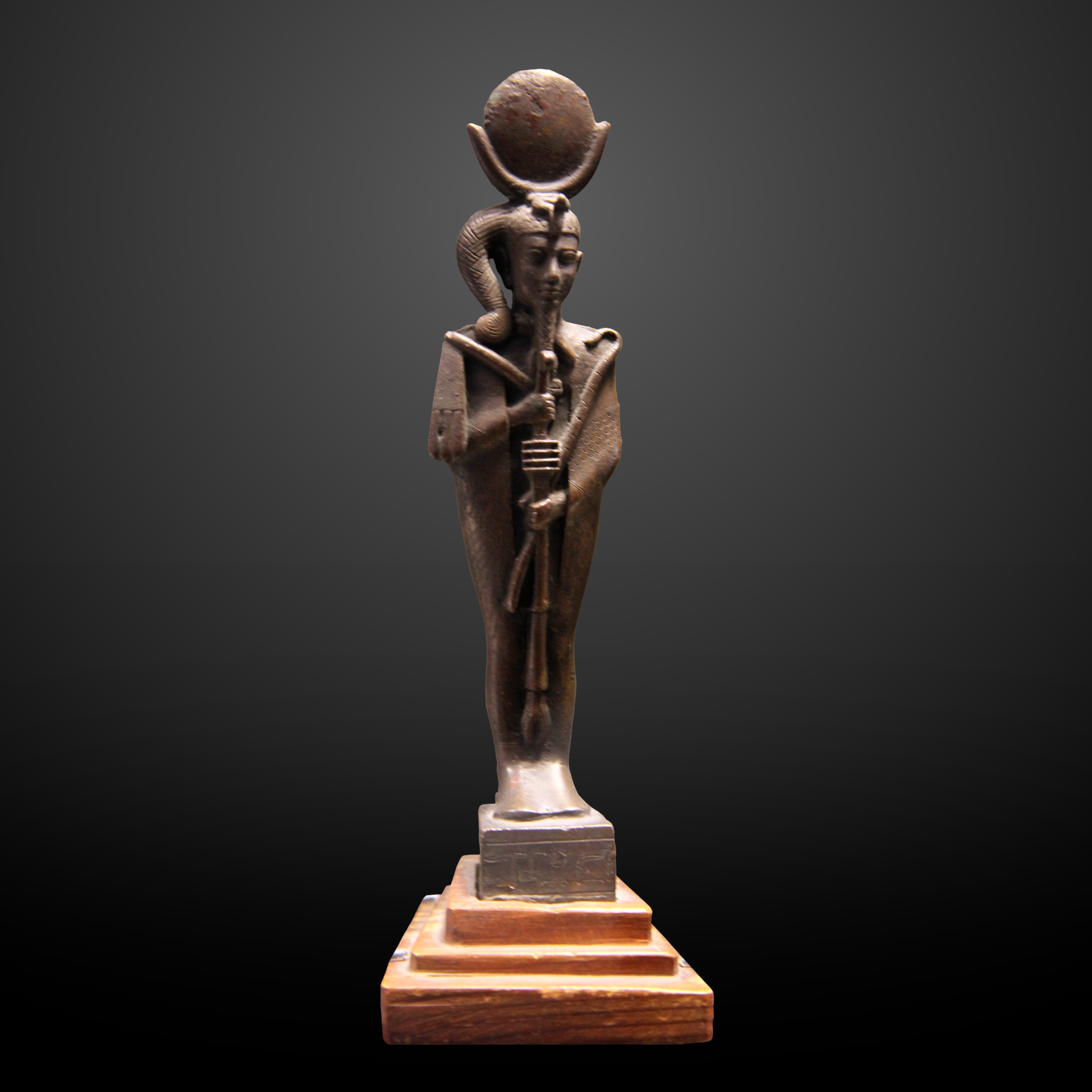
Статуетка Хонсу. Між VII ст. та IV ст. до н. е.
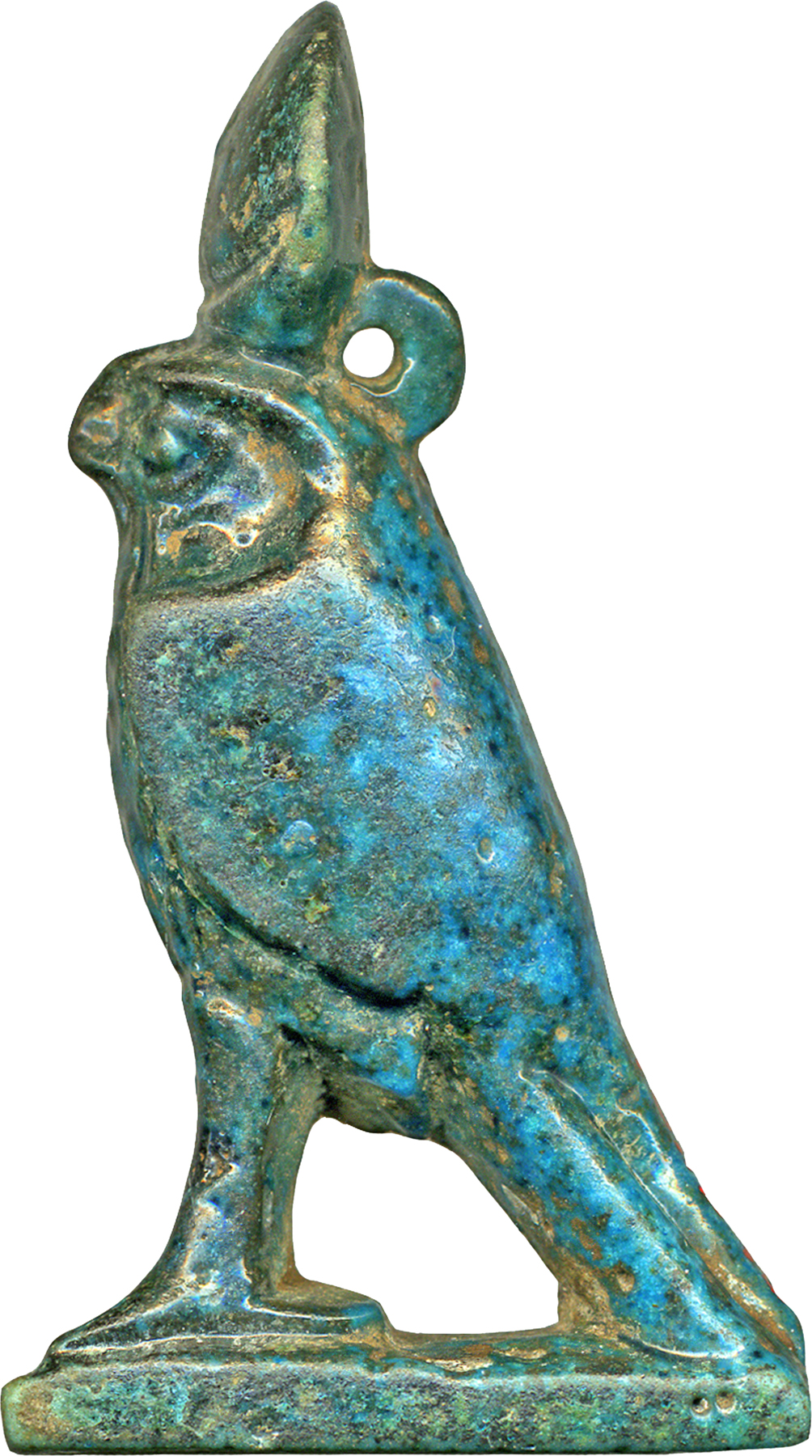
Амулет Хонсу в вигляді сокола. Між 1070 та 664 рр. до н. е.
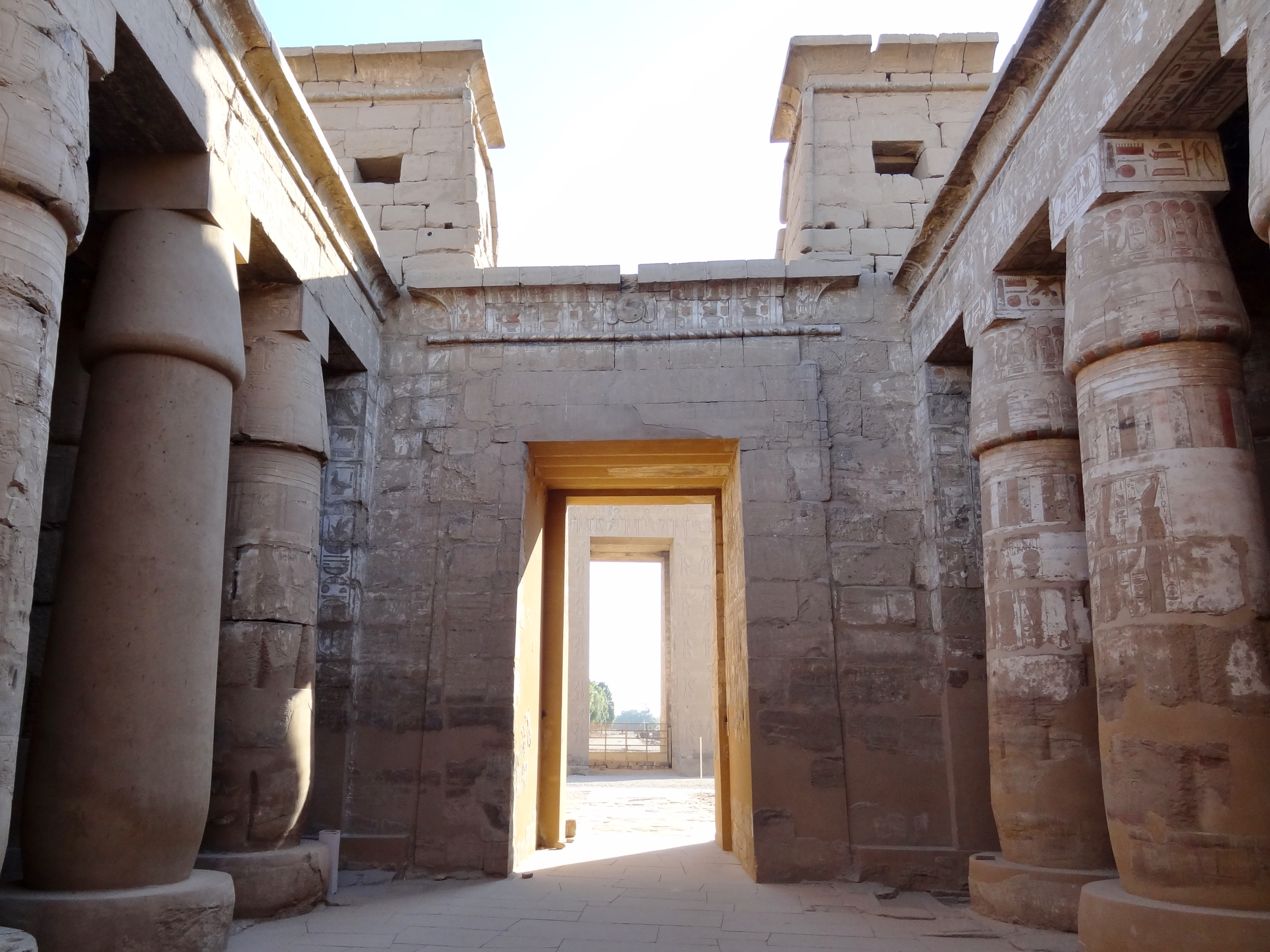
Храм Хонсу в Карнаці